# FIFA World Player of the Year 1999
L’edizione 1999 del FIFA World Player, 9ª edizione del premio calcistico istituito dalla FIFA, fu vinta dal brasiliano Rivaldo (Barcellona).
A votare furono 132 commissari tecnici di altrettante Nazionali.